# Sven Taddicken
Sven Taddicken (Hamburg, 1974) és un director de cinema i guionista alemany.

## Biografia
Sven Taddicken va estudiar direcció a l'Acadèmia de Cinema de Baden-Württemberg del 1996 al 2002. Durant els seus estudis va rebre premis per a diversos curtmetratges, com el premi de curtmetratge al certamen nacional del Filmfest Dresden per El Cordobés (1999) i l'any 1996 va participar en Lisa und die Außerirdischen va participar al festival de cinema jove Festival de Joves Cineastes (avui  Werkstatt der Jungen Filmszene). Schäfchen zählen va ser nominat als Premis Oscar Estudiantils l'any 2000.
El seu primer llargmetratge Mein Bruder der Vampir es va fer l'any 2001, també quan encara era estudiant, i va guanyar tant el premi del públic al Festival Max Ophüls de Cinema com el Premi FIPRESCI al Festival Internacional de Cinema de Rotterdam. La pel·lícula tracta sobre un jove de 29 anys amb discapacitat mental (interpretat per Roman Knižka) que comença a descobrir la seva sexualitat. El curtmetratge Einfach so bleiben, del 2002, va rebre el premi als Deutscher Kurzfilmpreis.
Taddicken és membre de l'Acadèmia Alemanya de Cinema des del 2004.
El 2006 es va estrenar el seu segon llargmetratge La sort de l'Emma, basat en la novel·la homònima de Claudia Schreiber, sobre la història d'amor entre una criadora de porcs i un malalt terminal. Aquesta pel·lícula va guanyar diversos premis i també va tenir un èxit comercial amb gairebé 400.000 entrades als cinemes alemanys. El 2008 va dirigir un dels tres episodis de l’antologia  1. Mai – Helden bei der Arbeit alhora que rodava la comèdia de pirates 12 passes sense cap, la llegenda d'un pirata, que es va estrenar als cinemes alemanys el desembre de 2009.
El 2016 va ser convidat a competir al Festival Internacional de Cinema de Karlovy Vary amb l'adaptació literària Gleißendes Glück. El drama de relacions protagonitzat per Martina Gedeck i Ulrich Tukur està basat en la novel·la homònima de l'escriptora escocesa Alison Louise Kennedy. La pel·lícula va guanyar el Premi de cinema i literatura al Film by the Sea. A més d'haver estat nominada al Globus de Cristall de Karlovy Vary, la pel·lícula va guanyar el Premi FIPRESCI de l'Associació Internacional de Crítics i Periodistes de Cinema.
Sven Taddicken viu a Berlín.

## Filmografia
- 1996: Lisa und die Außerirdischen (curtmetratge)
- 1998: Whodunit (curtmetratge)
- 1998: Ice Cream (curtmetratge)
- 1999: Schäfchen zählen (curtmetratge)
- 1999: El Cordobés (curtmetratge)
- 2001: Mein Bruder der Vampir
- 2002: Einfach so bleiben (curtmetratge)
- 2006: La sort de l'Emma
- 2008: Braams (telefilm)
- 2008: 1. Mai – Helden bei der Arbeit
- 2009: 12 passes sense cap, la llegenda d'un pirata
- 2016: Gleißendes Glück
- 2018: Das schönste Paar[5]
- 2023: Marzanna, Göttin des Todes i Freund oder Feind, de „Masuren-Krimi“, (sèrie de televisió)